# Vlag van Koror

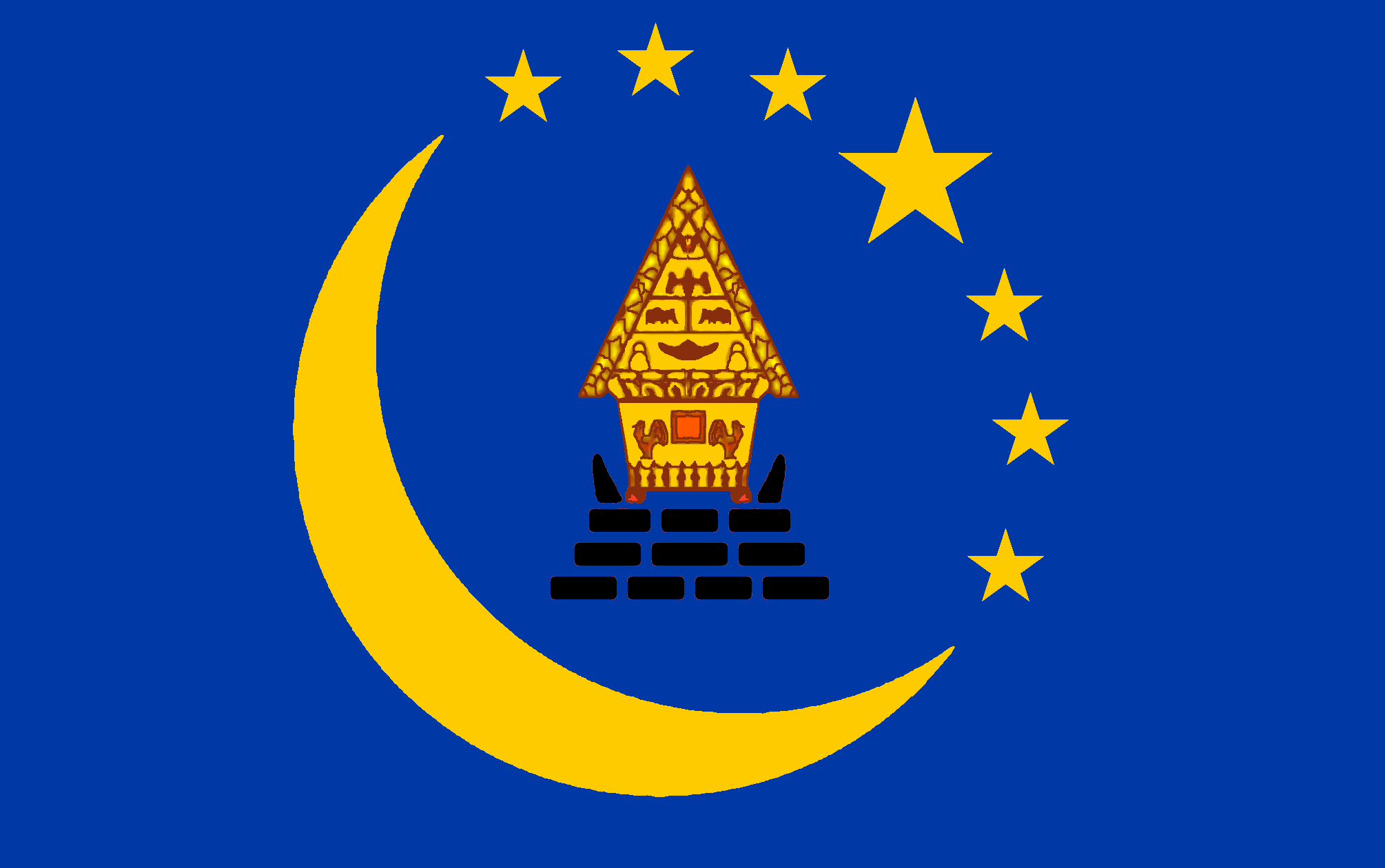
Vlag van Koror

De vlag van Koror werd op 10 juli 1997 goedgekeurd door Ibedul Gibbons en werd officieel aangenomen op 25 juli 1997. De vlag bestaat uit een donkerblauw veld met een maansikkel, zeven sterren en een bai bovenop tien stenen. De specifieke constructie van de vlag is dat de breedte van de vlag zich verhoudt tot de lengte van 1:1,667. De diameter van de maan/sterrencirkel is 1:1,44 in verhouding tot de breedte van de vlag. Het middelpunt van de cirkel moet verticaal in het midden en horizontaal op 1/3 van de linkerkant van de vlag worden geplaatst. De blauwe achtergrond stelt de oceaan voor en de gouden maan de nieuwe regering. De zes sterren staan voor de zes gehuchten van Koror State met de grotere ster in het midden die de vereniging van de NgaraMeketii en RubekulKeldeu voorstelt. Het traditionele baihuis staat op een fundering van tien stenen die symbool staan voor de tien traditionele opperhoofden.